# 藤間勘五郎

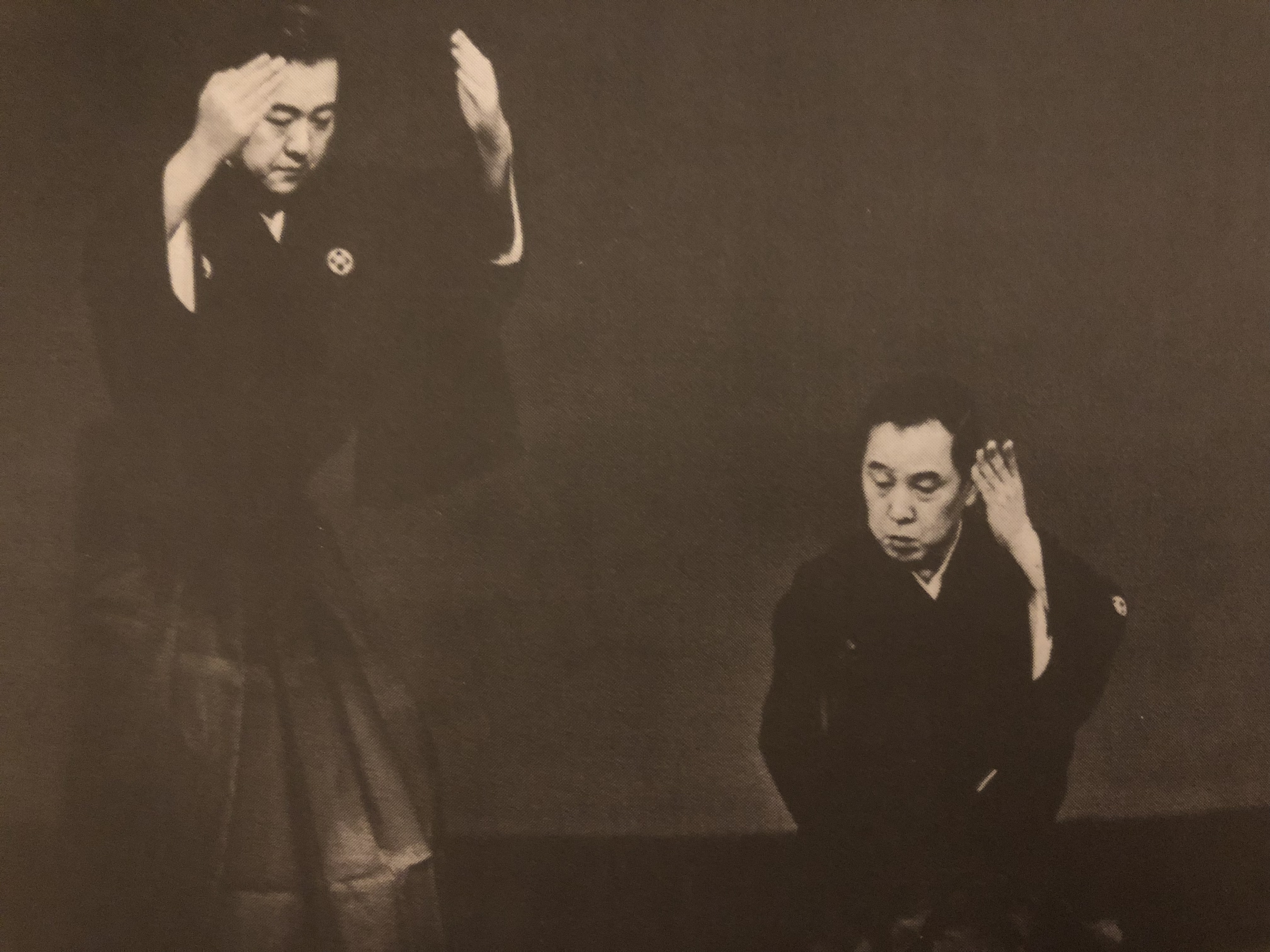

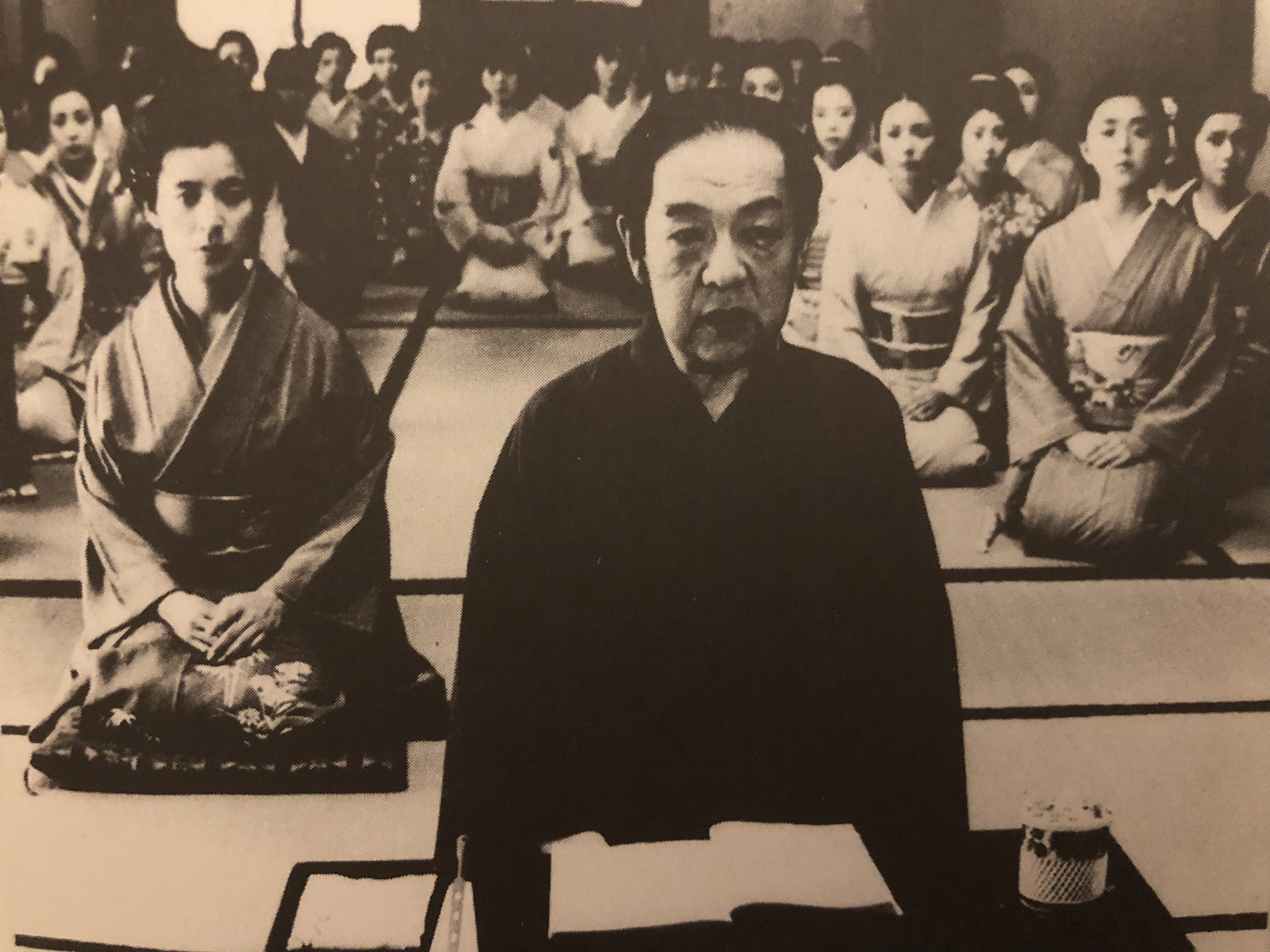
「陽暉楼」撮影現場

藤間勘五郎（ふじま かんごろう、1922年8月14日 ‐ 1996年11月6日 ）は、日本の舞踊家であり、振付師。本名は安藤和夫（あんどう かずお）。大阪府大阪市出身。血液型O型。宗家藤間流の関西での古参格。国立劇場養成課講師や日本舞踊協会京都支部役員。戦後は映画での舞踊指導などにも取り組んだ。

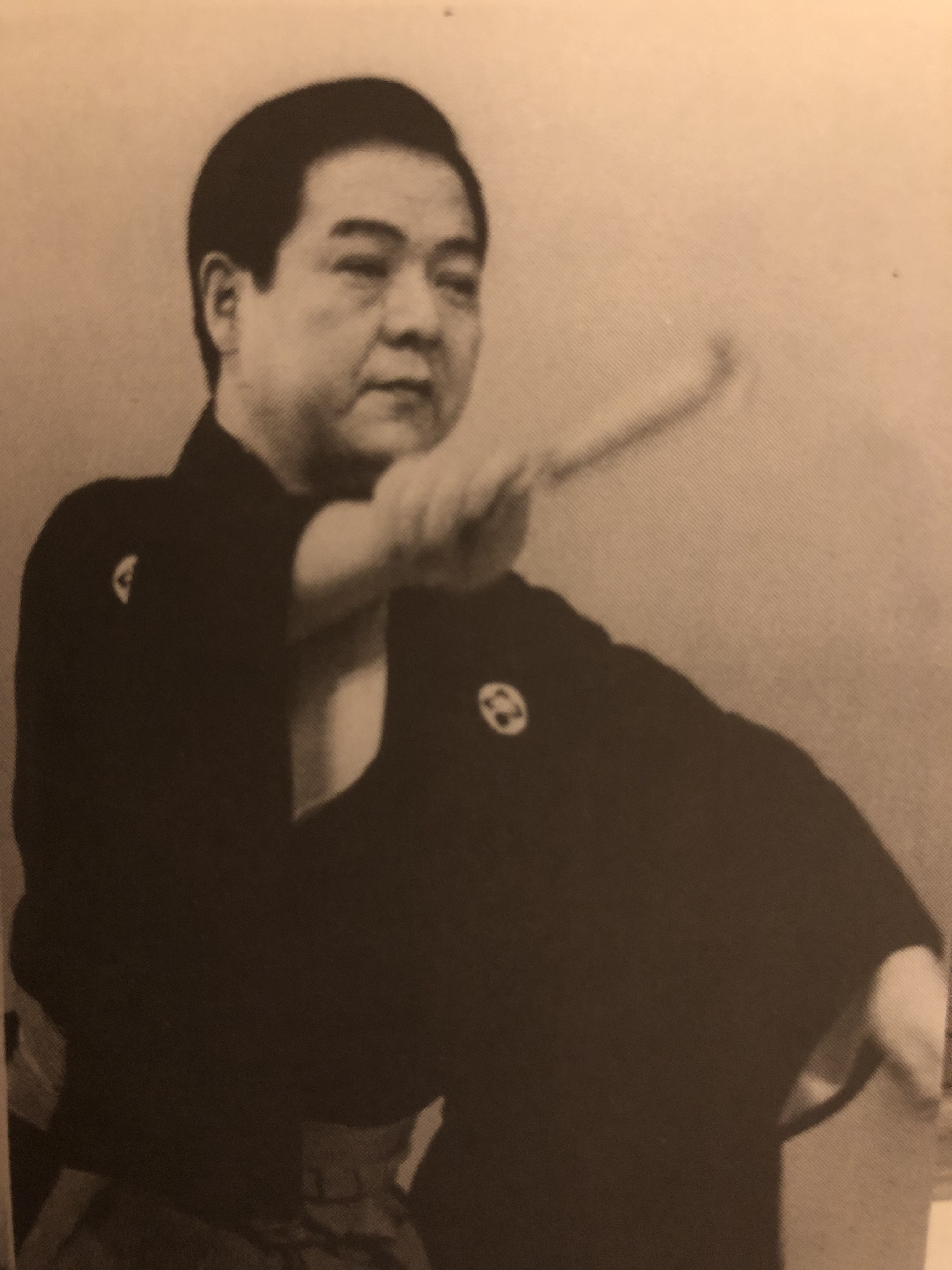

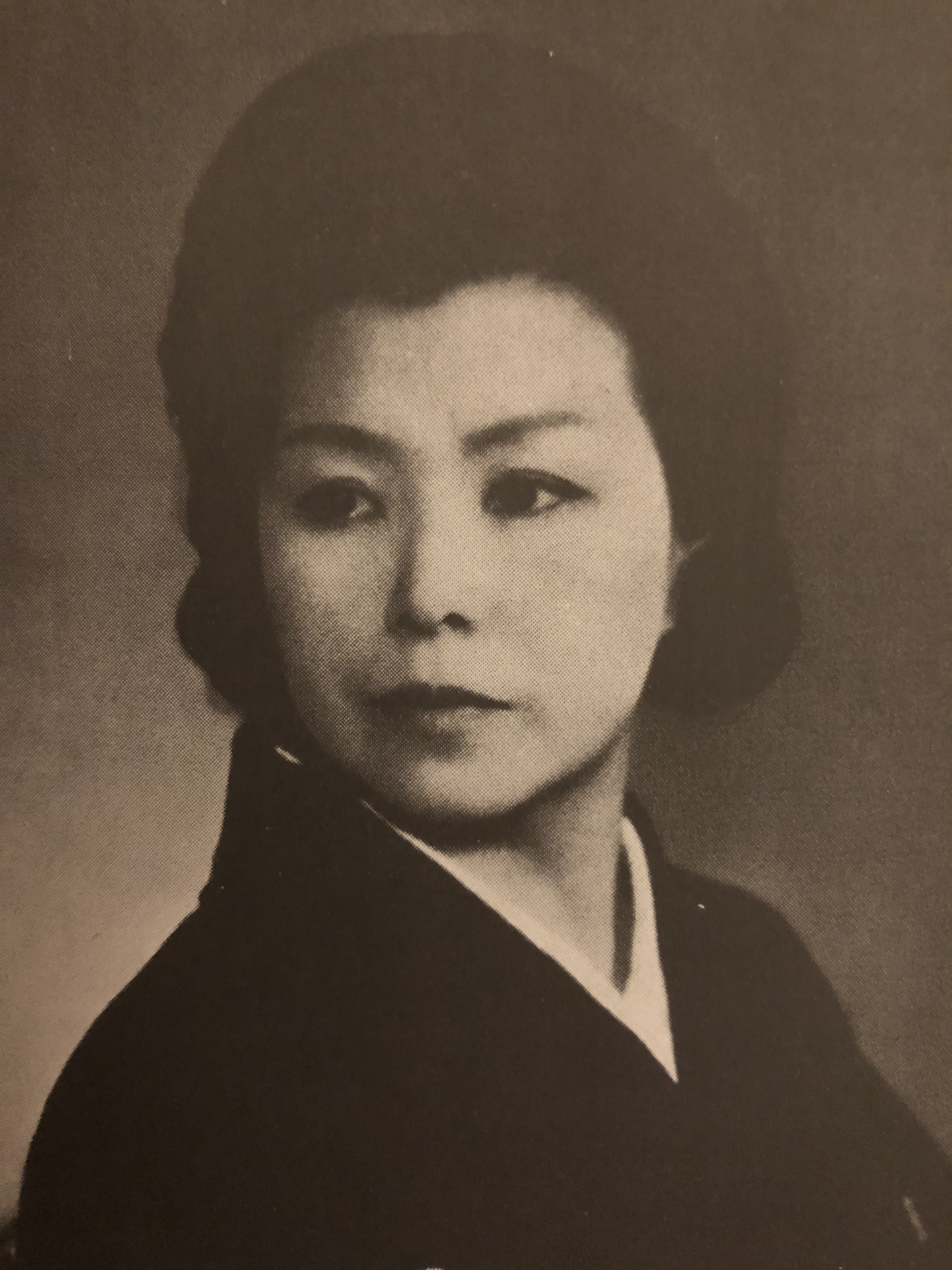
藤間勘紫寿

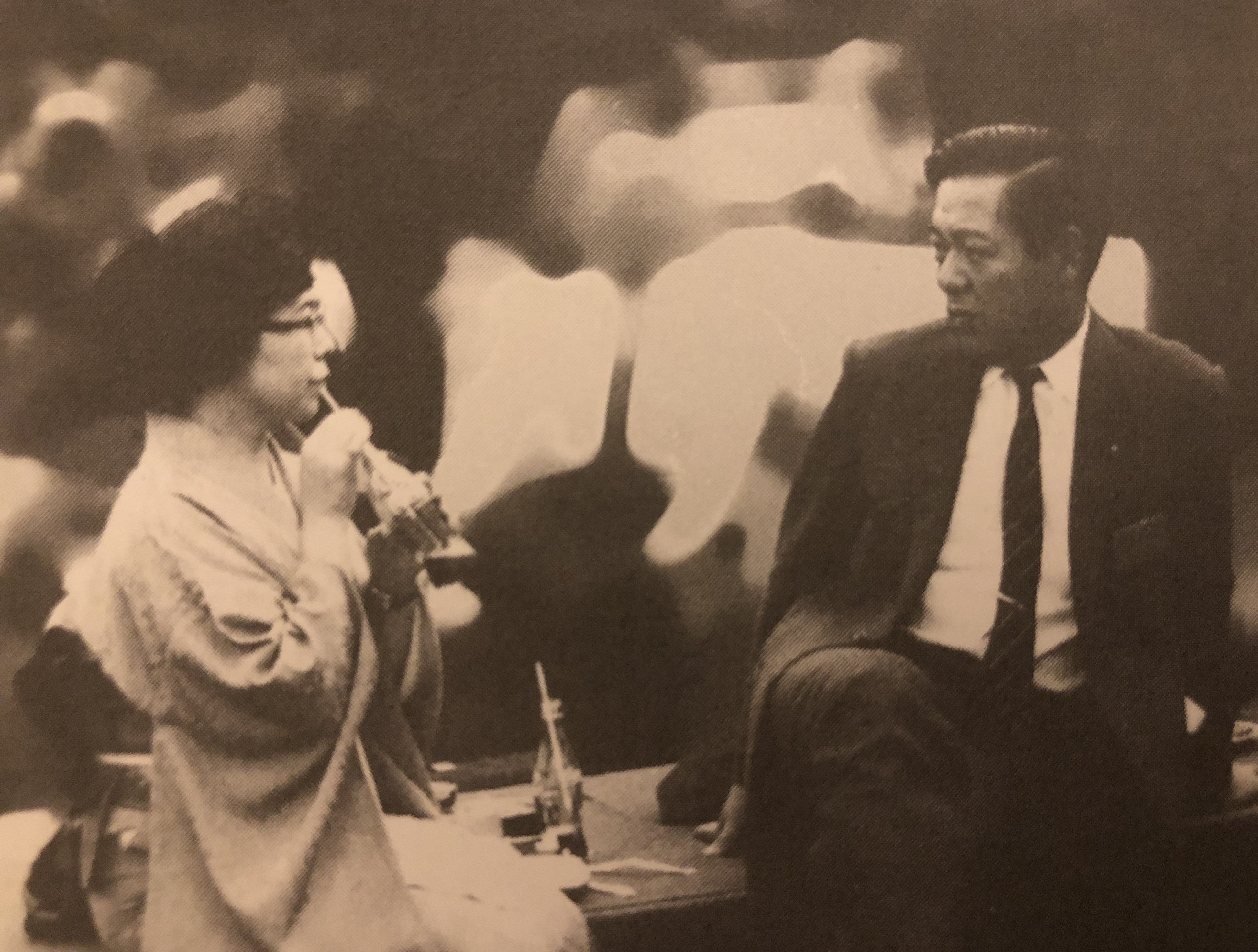
藤間勘五郎と勘紫寿

妻は舞踊家の藤間勘紫寿で息子は藤間紫郎。

## 略歴
昭和12年4月：藤間流宗家、六世藤間勘十郎に入門
昭和17年10月：六世宗家より藤間紫郎拝命
昭和18年1月：出征。陸軍に配属
昭和20年10月：陸軍中尉で帰郷
昭和24年1月：京都に稽古場を構える
昭和26年4月：劇場映画の振付を手がける
昭和27年：大阪に稽古場を構える。関西歌舞伎の振り付け師となる。以後、先代中村鴈治郎、片岡仁左衛門、先代中村富十郎、中村雀右衛門、中村扇雀、実川延若などの振付を担当する。この頃より大映、東映、松竹等、約500本の劇場映画の振付を手がける。
昭和29年：三世「藤間勘五郎」襲名
昭和31年：第一回、藤間勘五郎舞踏会を京都南座にて主催、以後隔年開催
昭和32年：藤寿会藤間流舞踏会主催、以後隔年開催
東映歌舞伎座旗揚げ公演振付
昭和39年：大川橋蔵、新生歌舞伎座旗揚げ公演振付
東京に稽古場開設
昭和42年：美空ひばり定期公演振付
昭和44年9月：国立劇場、歌舞伎俳優研修の講師となる
昭和58年：東映俳優養成所の講師となる
昭和59年：大阪国立文楽劇場養成科の講師となる
平成3年：国立劇場養成科歌舞伎俳優新人研修講師となる
平成4年：ハリウッド映画作品振付

## 映画振付代表作
- 雪之丞変化
- 男の花道
- 近松物語
- 源氏物語・浮舟
- 忍びの者
- 新・平家物語
- 反逆児
- 浪花の恋の物語
- 武士道残酷物語
- あばれ大名
- 長脇差団十郎
- 血槍富士
- 雪之丞変化
- 恋や恋なすな恋
- 残菊物語
- 花と喧嘩
- 女の花道
- 陽暉楼
- 夜汽車
- 夢千代日記
- 寒椿